# Berliner Prozess
Der Berliner Prozess ist eine diplomatische und entwicklungspolitische Initiative, die im Jahr 2014 ins Leben gerufen wurde, um die Länder des Westbalkans auf ihrem Weg zur europäischen Integration zu unterstützen und die regionale Zusammenarbeit zu fördern. Die Initiative konzentriert sich auf sechs Westbalkanstaaten: Albanien, Bosnien und Herzegowina, Kosovo, Montenegro, Nordmazedonien und Serbien, und involviert auch verschiedene EU-Mitgliedstaaten sowie EU-Institutionen. Im Rahmen des Prozesses finden regelmäßig Westbalkan-Konferenzen statt.

## Beschreibung
Der Berliner Prozess, initiiert im Jahr 2014, stellt eine diplomatische Initiative dar, die eine Brücke zwischen den Westbalkanstaaten und der Europäischen Union bauen soll. Dieses Format bringt hochrangige Vertreter der sechs Westbalkanstaaten – Albanien, Bosnien und Herzegowina, Kosovo, Montenegro, Nordmazedonien und Serbien – und ihrer Kollegen aus den Gastgeberländern des Prozesses zusammen. Zudem sind EU-Institutionen, internationale Finanzinstitutionen, die Zivilgesellschaft und regionale Unternehmen involviert, um eine umfassende und vielseitige Zusammenarbeit zu gewährleisten.
Der Prozess zielt darauf ab, die regionale Zusammenarbeit zu intensivieren, bilaterale und interne Konflikte zu lösen und die wirtschaftliche Entwicklung zu fördern, indem er konkrete Projekte und Maßnahmen in den Bereichen Infrastruktur, Wirtschaft und soziale Entwicklung unterstützt. Ein besonderer Fokus liegt dabei auf der Jugendkooperation, um den Austausch und die Vernetzung junger Menschen in der Region zu fördern und somit einen Beitrag zur Versöhnung und Stabilität zu leisten.
Die Initiative soll die EU-Integrationsbestrebungen der Westbalkanländer vorantreiben, indem sie politischen Dialog, wirtschaftliche Zusammenarbeit und sozialen Austausch fördert und gleichzeitig als Plattform für die Lösung regionaler Herausforderungen und die Entwicklung gemeinsamer Strategien und Projekte dient. Durch die Stärkung regionaler Kooperationen und die Unterstützung konkreter Entwicklungsprojekte soll der Berliner Prozess dazu beitragen, die Grundlagen für nachhaltiges Wachstum und Stabilität in der Region zu schaffen und die Westbalkanländer in ihrer Annäherung an die Europäische Union zu unterstützen.
Auch wenn der Prozess primär politische und wirtschaftliche Aspekte adressiert, hat er indirekte Auswirkungen auf die Landwirtschaft und Agrarindustrie der EU, insbesondere im Hinblick auf die Integration der Westbalkan-Staaten in den europäischen Binnenmarkt. So hat die Bundesrepublik Deutschland einen eigenen Agrarattaché für die Region benannt, der für die EU dort vertritt. Die Westbalkan-Staaten besitzen großes landwirtschaftliches Potenzial, das in einem EU-Erweiterungsszenario eine Rolle spielen könnte. Die Region bietet fruchtbares Land für den Anbau von Obst, Gemüse und die Viehzucht. Mit einem EU-Beitritt könnten diese Länder verstärkt Teil des Agrarbinnenmarktes werden, was den Export landwirtschaftlicher Produkte in die EU erleichtern würde. Zudem würde die Integration den Zugang zu EU-Subventionen und Mitteln aus der Gemeinsamen Agrarpolitik (GAP) ermöglichen, was zur Modernisierung der Agrarsektoren in diesen Staaten beitragen könnte.
Geopolitisch betrachtet hat die Landwirtschaft auf dem Westbalkan eine stabilisierende Funktion. Die wirtschaftliche Entwicklung des Agrarsektors kann dazu beitragen, politische Spannungen abzubauen und soziale Ungleichheiten zu verringern. Angesichts der geopolitischen Bedeutung der Region, in der auch Akteure wie Russland und China um Einfluss ringen, sieht die EU die Landwirtschaft als ein strategisches Instrument, um die Integration der Westbalkan-Staaten voranzutreiben und ihre Abhängigkeit von externen Mächten zu reduzieren. Ein Beitritt der Westbalkan-Länder würde zudem die Anwendung von EU-Standards in Bereichen wie Umweltschutz und Nachhaltigkeit fördern.

## Deutschlands Rolle
Deutschland spielt eine zentrale und initiativgebende Rolle im Berliner Prozess, der als diplomatisches Format zur Förderung der Stabilität und Integration der Westbalkanländer in die Europäische Union konzipiert wurde. Als Initiator des Prozesses im Jahr 2014 hat Deutschland nicht nur den Grundstein für diese multilaterale Initiative gelegt, sondern auch eine Führungsrolle in der fortlaufenden Umsetzung und Koordination der Aktivitäten übernommen.
Die Rolle Deutschlands im Berliner Prozess ist vielschichtig und beinhaltet sowohl die Organisation von Gipfeltreffen als auch die aktive Teilnahme an Diskussionen und Verhandlungen. Deutschland fungiert als Vermittler zwischen den Westbalkanländern und der EU, um den Dialog zu fördern und konkrete Maßnahmen zur Unterstützung der Region zu entwickeln. Dabei legt Deutschland einen besonderen Fokus auf die Förderung von Reformen, die Stärkung der regionalen Zusammenarbeit und die Mobilisierung von Investitionen in kritische Sektoren wie Infrastruktur und Wirtschaft.
In dem diplomatisch sensiblen Format des Berliner Prozesses navigiert Deutschland geschickt zwischen den verschiedenen Interessen und Herausforderungen der beteiligten Länder. Es bietet eine Plattform für konstruktive Gespräche über bilaterale Streitigkeiten und fördert einen kooperativen Ansatz zur Lösung regionaler Probleme. Darüber hinaus engagiert sich Deutschland aktiv in der Mobilisierung von finanziellen Mitteln und technischer Expertise, um die Implementierung von Projekten und Initiativen im Rahmen des Prozesses zu unterstützen.
Deutschland betont auch die Bedeutung der Einbeziehung der Zivilgesellschaft und des privaten Sektors in den Berliner Prozess, um eine umfassende und nachhaltige Entwicklung in der Region zu gewährleisten. Durch die Schaffung eines inklusiven und kollaborativen Rahmens trägt Deutschland dazu bei, dass der Berliner Prozess nicht nur auf politischer, sondern auch auf gesellschaftlicher und wirtschaftlicher Ebene Wirkung entfaltet.
Insgesamt unterstreicht die Rolle Deutschlands im Berliner Prozess das Engagement des Landes für die Stabilität und Prosperität des Westbalkans und seine feste Überzeugung, dass die Zukunft der Region fest in der Europäischen Union verankert ist. Dabei bleibt Deutschland ein verlässlicher Partner der Westbalkanländer auf ihrem Weg zur EU-Integration, indem es Unterstützung, Expertise und eine Plattform für den fortlaufenden Dialog und die Zusammenarbeit bietet. Eine zentrale Rolle spielt hierbei die deutsche Mission in Skopje.

## Ziele und Schwerpunkte
- EU-Integration: Unterstützung der Westbalkanländer in ihren Bemühungen um eine Annäherung und letztendliche Mitgliedschaft in der Europäischen Union.
- Regionale Zusammenarbeit: Förderung der Kooperation zwischen den Ländern der Region, um gemeinsame Herausforderungen zu bewältigen und die Beziehungen zu stärken.
- Wirtschaftliche Entwicklung: Anstoß von Projekten und Maßnahmen zur Verbesserung der wirtschaftlichen Lage und zur Förderung von Investitionen und Handel in der Region.
- Jugend- und Zivilgesellschaft: Engagieren und Unterstützen von Jugend- und Zivilgesellschaftsinitiativen, um den interkulturellen Austausch und die regionale Vernetzung zu fördern.[8][9]

## CEFTA im Berliner Prozess
Im  Berliner Prozess, spielt auch das Mitteleuropäische Freihandelsabkommen (CEFTA) eine wesentliche Rolle, das die wirtschaftliche Integration der Westbalkanländer in die Europäische Union fördert. Es zielt auch auf die Stärkung des landwirtschaftlichen Sektors in der Region ab. Landwirtschaft ist für viele Westbalkanstaaten ein zentraler Wirtschaftszweig, der einen erheblichen Teil des Bruttoinlandsprodukts und der Beschäftigung ausmacht. In diesem Kontext spielt das CEFTA eine entscheidende Rolle, weil es den Handel mit Agrarprodukten erleichtert und den Abbau von Zöllen sowie nicht-tarifären Handelshemmnissen im Agrarsektor unterstützt.
Ein zentraler Bestandteil von CEFTA ist die Harmonisierung technischer Standards für landwirtschaftliche Erzeugnisse. Gemäß Artikel 13 des Abkommens sind die Mitgliedstaaten verpflichtet, internationale Normen, insbesondere die der Welthandelsorganisation (WTO), einzuhalten. Dies umfasst unter anderem die Regelungen zur Lebensmittelsicherheit, zu pflanzengesundheitlichen Maßnahmen und zur Tiergesundheit. Die Angleichung dieser Standards zielt darauf ab, den Agrarhandel innerhalb der Region und mit der EU zu erleichtern, indem Handelsbarrieren abgebaut und der Marktzugang verbessert werden.
Darüber hinaus trägt Artikel 15 zur Gleichbehandlung von landwirtschaftlichen Produkten im Binnenhandel bei, indem fiskalische Diskriminierungen von Importen untersagt werden. Dies ist besonders relevant für den Agrarhandel, da viele Westbalkanstaaten sowohl auf Importe als auch auf Exporte von Agrarprodukten angewiesen sind. Im Rahmen von CEFTA werden auch Subventionen und fiskalische Maßnahmen geregelt, die verhindern sollen, dass übermäßige Steuererstattungen den Wettbewerb verzerren.
Im Oktober 2024 gelang es unter deutscher Vermittlung, eine jahrelange Blockade des Freihandelsabkommens CEFTA der sechs Staaten zu lösen. Bundeskanzler Olaf Scholz sagte, dies sei „ein Durchbruch für die regionale Zusammenarbeit“.

## Erfolge und Prozess
Der Berliner Prozess, obwohl ursprünglich auf vier Jahre angelegt, wurde fortgesetzt und hat sich zu einer wichtigen Plattform für den Dialog und die Zusammenarbeit in der Region entwickelt. Empfehlungen für seine Weiterentwicklung beinhalten eine stärkere Fokussierung auf die EU-Integrationsagenda, eine intensivere Einbeziehung lokaler und regionaler Akteure, sowie eine erhöhte finanzielle Unterstützung für Entwicklungsprojekte. Die Bundesrepublik Deutschland entsendete 2024 einen Agrarattaché in die deutsche Botschaft in Skopje, um die Agrarhandelsbeziehungen zu verbessern und auszubauen.

## Kritik
Trotz seiner Bemühungen und einiger Erfolge steht der Berliner Prozess auch vor Herausforderungen und Kritik, insbesondere in Bezug auf die tatsächlichen Fortschritte bei der Lösung bilateraler Konflikte, die Förderung nachhaltigen Wachstums und die effektive Unterstützung der EU-Integrationsbestrebungen der Westbalkanländer.